# Louis Prével
Louis Prével (Niza, 29 de enero de 1879-Niza, 26 de noviembre de 1964) fue un deportista francés que compitió en remo. Ganó dos medallas de oro en el Campeonato Europeo de Remo, en los años 1899 y 1900.

## Palmarés internacional
| Campeonato Europeo | Campeonato Europeo | Campeonato Europeo | Campeonato Europeo |
| Año                | Lugar              | Medalla            | Prueba             |
| ------------------ | ------------------ | ------------------ | ------------------ |
| 1899               | Ostende (Bélgica)  | Medalla de oro     | Scull individual   |
| 1900               | París (Francia)    | Medalla de oro     | Scull individual   |